# Duncan McDougall Clark
Duncan McDougall Clark (Reino Unido, 22 de junio de 1915-8 de julio de 2003) fue un atleta británico especializado en la prueba de lanzamiento de martillo, en la que consiguió ser medallista de bronce europeo en 1946.

## Carrera deportiva
En el Campeonato Europeo de Atletismo de 1946 ganó la medalla de bronce en el lanzamiento de martillo, con una marca de 51.32 metros, siendo superado por los suecos Bo Ericson y Eric Johansson-Umedalen (plata con 53.54 metros).